# Caenoplana coerulea
Caenoplana coerulea är en plattmaskart som beskrevs av Henry Nottidge Moseley 1877. Caenoplana coerulea ingår i släktet Caenoplana och familjen Geoplanidae. Inga underarter finns listade i Catalogue of Life.

## Bildgalleri

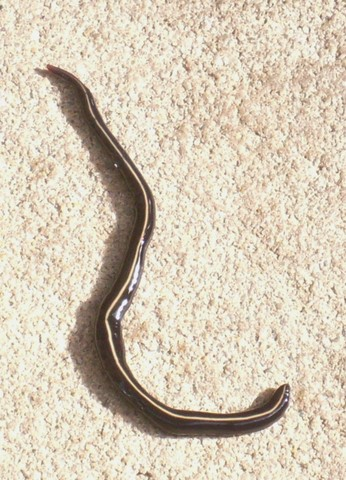
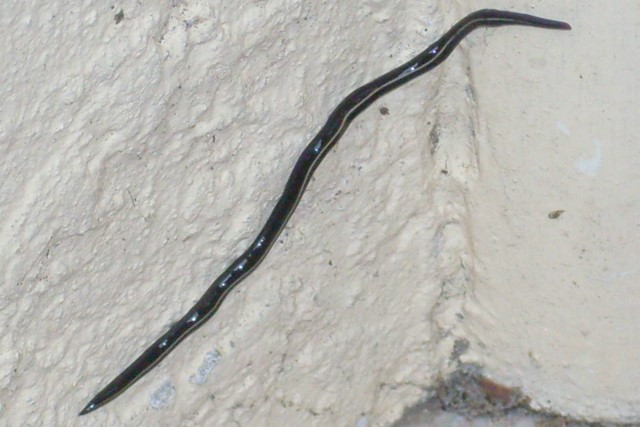
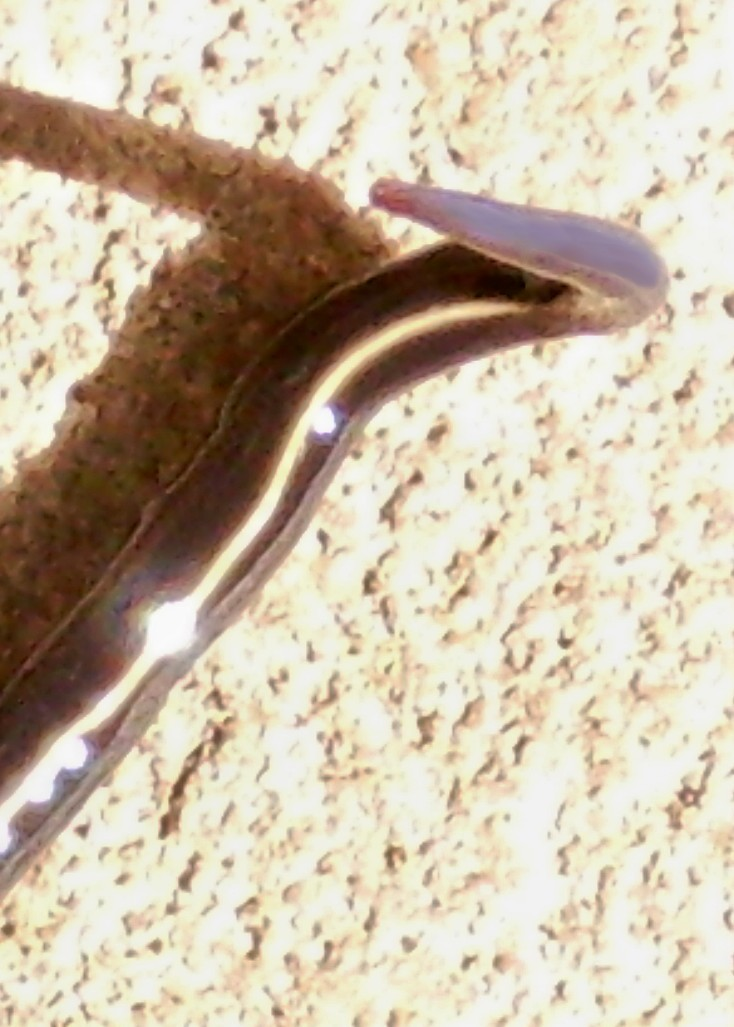
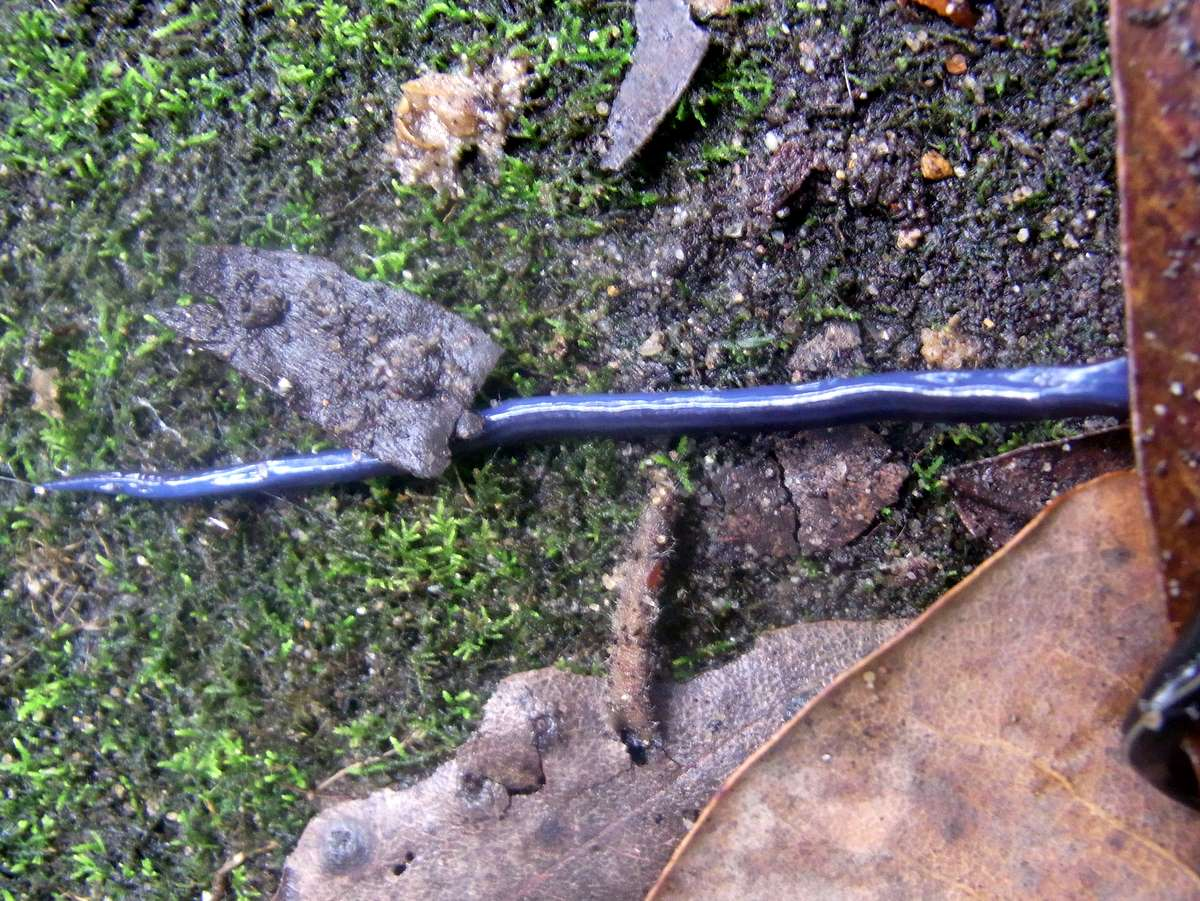